# Ꞓ

Ce con barra mayúscula y minúscula

La C con barra (mayúscula: Ꞓ, minúscula: ꞓ) es una letra del alfabeto latino extendido formada por C con una barra inscrita. 
Se utilizaba en la versión final del alfabeto nórdico unificado aprobado en 1932, para representar el sonido [t͡ʃ], (che) en las lenguas sami, selkup, janty, evenki, even, nanai, udegué, chucoto, coriaco y nivejí, aunque en la práctica muchos de estos idiomas usaban otro alfabeto.Además, esta letra se utilizó en el alfabeto latino del idioma sugní (1931-1939) para el sonido AFI: [t͡s].
El Comité Federal de Datos Geográficos de Estados Unidos usa la C barrada mayúscula para representar el periodo cámbrico en la historia geológica. En transcripción fonética, la C minúscula barrada puede denotar una fricativa palatal sorda ([ç]) y en 1963 el lingüista estadounidense William A. Smalley la propuso para la  fricativa postveolar plana sorda [ɻ̊˔]. En los diccionarios de inglés estadounidense del siglo XIX, como los de Webster y McGuffey, la letra se empleaba para denotar una ⟨c⟩ pronunciada como /k/.

## Unicode
La mayúscula forma parte del bloque Latín Extendido D de Unicode, en el punto de código U+A792 y la minúscula en el punto U+A793.
| Carácter      | Ꞓ                               | Ꞓ                               | ꞓ                             | ꞓ                             |
| ------------- | ------------------------------- | ------------------------------- | ----------------------------- | ----------------------------- |
| Unicode       | LATIN CAPITAL LETTER C WITH BAR | LATIN CAPITAL LETTER C WITH BAR | LATIN SMALL LETTER C WITH BAR | LATIN SMALL LETTER C WITH BAR |
| Codificación  | decimal                         | hex                             | decimal                       | hex                           |
| Unicode       | 42898                           | U+A792                          | 42899                         | U+A793                        |
| UTF-8         | 234 158 146                     | EA 9E 92                        | 234 158 147                   | EA 9E 93                      |
| Ref. numérica | &#42898;                        | &#xA792;                        | &#42899;                      | &#xA793;                      |